# Synema parvulum
Synema parvulum es una especie de araña cangrejo del género Synema, familia Thomisidae, orden Araneae.

## Distribución
Esta especie se encuentra en América del Norte: México y los Estados Unidos.

## Taxonomía
Fue descrita por Hentz en 1847.
Tratamiento taxonómico
La especie aparece registrada y publicada en Descriptions and figures of the araneides of the United States. Boston Journal of Natural History 5: 443–479, pl. 23–24, 30–31.